# Cynthia Payne
Cynthia Payne (Bognor Regis, 1932 - 15 de novembre de 2015), va ser una organitzadora de festes, activista i política britànica. Era coneguda també com a Madame Cyn i va regentar un cèlebre bordell al Regne Unit. Es va presentar per a les eleccions amb el partit Aliança de l'Arc de Sant Martí. Va morir el 15 de novembre de 2015 a 82 anys.